# Szczekuszka mandżurska
Szczekuszka mandżurska (Ochotona mantchurica) – gatunek ssaka z rodziny szczekuszkowatych. Średniej wielkości szczekuszka, osiąga długość głowy i tułowia od 14 do 22 cm, waży pomiędzy 110 a 210 g. Latem futro barwy ochronnego brązu bądź czerwonego brązu na grzbiecie, ochrowy brzuch, zimą bardziej szarawe na grzbiecie i piaskowe bądź jasnopłowe na brzuchu. 3 podgatunki. Wiedzie dzienny, samotny tryb życia na kamienistych zboczach Wielkiego Chinganu, Małego Chinganu i Zabajkala. Żywi się roślinami. Ciąża raz do roku. Nie zagraża jej wyginięcie.

## Budowa

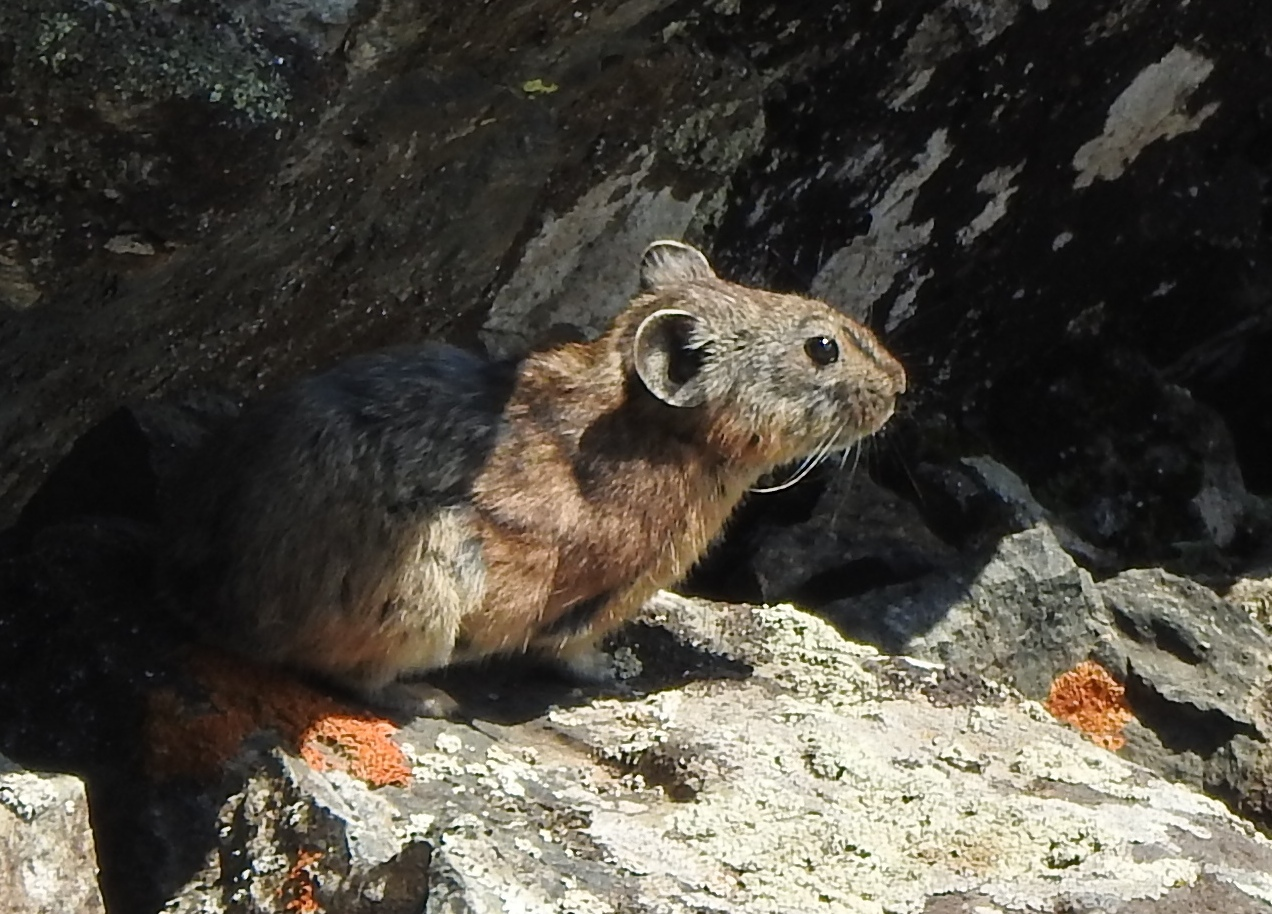
Szczekuszka mandżurska ma dużą, korpulentną głowę i zaokrąglone uszy o białych końcach

Jest to szczekuszka średniej wielkości. Szczekuszka mandżurska osiąga długość głowy i tułowia od 14 do 22 cm.  Długość czaszki wynosi od 1,9 do 2,3 cm, wysokość natomiast od 1,3 do 1,6 cm. Długość kondylo-bazalna wynosi między 3,7 a 4,6 cm. Długość ucha wynosi między 1,7 a 2,6 cm. Tylna stopa mierzy od 2,2 do 3,2 cm. Zwierzę waży pomiędzy 110 a 210 g.
Grzbiet zwierzęcia pokrywa futro barwy ochronnego brązu bądź czerwonego brązu. Pośrodkowo przedziela je ciemna pręga. Zdarzają się niemniej populacje o ciemnych końcówkach włosów. Z kolei brzuszna strona ciała zabarwiona jest ochrowo. Futro zmienia się zimą, kiedy jest bardziej szarawe na grzbiecie i piaskowe bądź jasnopłowe na brzuchu. Na szyi w okolicy obecnego tam gruczołu występują włosy koloru brązowego.
Średniej wielkości czaszka, opisywana jako korpulentna, cechuje się oddzielnymi otworami podniebiennym i przysiecznym, podobnie zresztą jak szczekuszki północnej czy też jenisejskiej. Występuje średniej wielkości puszka słuchowa. Od szczekuszki północnej można odróżnić szczekuszkę mandżurską po wyższej żuchwie. Zwierzę to ma zaokrąglone uszy o białych końcach.

## Systematyka

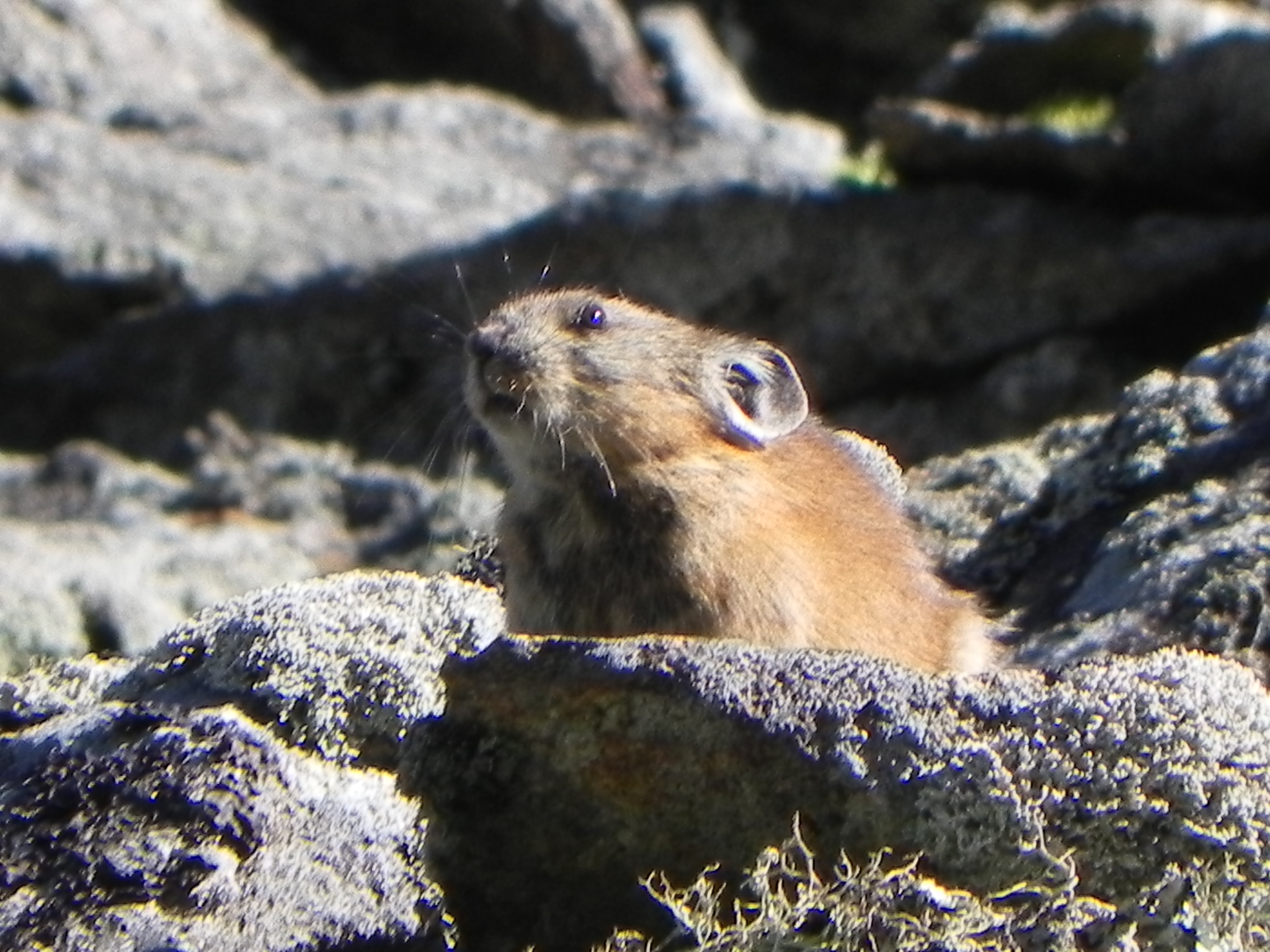
Szczekuszkę mandżurską opisano jako podgatunek wyżej widocznej szczekuszki północnej

Szczegkuszka mandżurska opisana została po raz pierwszy w 1909 roku przez Thomasa. zaliczył on ją do rodzaju Ochotona, znanego dzisiaj jako szczekuszka, i do podrodzaju Pika. Nie uznał je jednak za odrębny gatunek, ale za podgatunek w obrębie gatunku Ochotona hyperborea, czyli szczekuszka północna. Jako miejsce typowe Thomas podał "Khingian... [ Wielki Chingan ] w punkcie przecięcia łańcucha przez przez Kolej Syberyjską". Miejsce to identyfikuje się jako Bokhedu w powiecie Yakeshi w prefekturze Hulun Buir w Mongolii Wewnętrznej.
Późniejsze badania genetyczne dotyczące DNA jądrowego i mitochondrialnego potwierdziły przynależność szczekuszki mandżurskiej do podrodzaju Pika. Należy do niego także i szczekuszka północna. Obecnie zwierzę uznaje się za osobny gatunek w obrębie tego podrodzaju. Pozostaje on jednak blisko spokrewniony ze wspominaną szczekuszką północną a także ze szczekuszką skalną.
Przynależność konkretnych populacji budziła jednak wątpliwości, a 3 populacje tegoż gatunku umieszczano w odrębnych gatunkach. Tak więc populacje zamieszkującą Wielki Chingan uważano za podgatunek szczekuszki północnej. Te z Małego Chinganu uznawano za podgatunek szczekuszki północnej w pismach autorów rosyjskich, a szczekuszki ałtajskiej u autorów chińskich. Używali oni miana O. alpina cinerofusca. Natomiast zwierzęta znad rzek Argum i Shilka uznawano za należące do jednego z podgatunków szczekuszki ałtajskiej. Jednakże badania morfologiczne, a częściowo także genetyczne i bioakustyczne wskazały, że należą one wszystkie 3 do tego samego gatunku. Jego odrębność potwierdzono na południe od Amuru, podczas gdy na północ od rzeki żyje szczekuszka północna. Natomiast przypisane szczekuszce mandżurskiej okazy znalezione w Mongolii w okolicy stolicy budzą wątpliwości.
Wyróżnia się 3 podgatunki, tak więc podgatunek nominatywny, podgatunek scorodumovi opisany w 1934 przez Skalona i podgatunek loukashkini opisany znacznie później, bo dopiero w 2015, przez Lisowskiego.
Kladogram za Melo-Ferreira et al., 2014 (uproszczono)
|  | Ochotona rutilla   |
|  |                    |
|  | Ochotona rufencens |
|  |                    |

|  | Ochotona daurica |
|  |                  |

|  | Ochotona pusilla |
|  |                  |

|  | Ochotona alpina        |
|  |                        |
|  | Ochotona turuchanensis |
|  |                        |

|  | Ochotona hoffmani    |
|  |                      |
|  | Ochotona hyperborea  |
|  |                      |
|  | Ochotona mantchurica |
|  |                      |

|  | Ochotona alpina        |
|  |                        |
|  | Ochotona turuchanensis |
|  |                        |

|  | Ochotona hoffmani    |
|  |                      |
|  | Ochotona hyperborea  |
|  |                      |
|  | Ochotona mantchurica |
|  |                      |

|  | Ochotona alpina        |
|  |                        |
|  | Ochotona turuchanensis |
|  |                        |

|  | Ochotona hoffmani    |
|  |                      |
|  | Ochotona hyperborea  |
|  |                      |
|  | Ochotona mantchurica |
|  |                      |

|  | Ochotona alpina        |
|  |                        |
|  | Ochotona turuchanensis |
|  |                        |

|  | Ochotona hoffmani    |
|  |                      |
|  | Ochotona hyperborea  |
|  |                      |
|  | Ochotona mantchurica |
|  |                      |

|  | Ochotona pusilla |
|  |                  |

|  | Ochotona alpina        |
|  |                        |
|  | Ochotona turuchanensis |
|  |                        |

|  | Ochotona hoffmani    |
|  |                      |
|  | Ochotona hyperborea  |
|  |                      |
|  | Ochotona mantchurica |
|  |                      |

|  | Ochotona alpina        |
|  |                        |
|  | Ochotona turuchanensis |
|  |                        |

|  | Ochotona hoffmani    |
|  |                      |
|  | Ochotona hyperborea  |
|  |                      |
|  | Ochotona mantchurica |
|  |                      |

|  | Ochotona alpina        |
|  |                        |
|  | Ochotona turuchanensis |
|  |                        |

|  | Ochotona hoffmani    |
|  |                      |
|  | Ochotona hyperborea  |
|  |                      |
|  | Ochotona mantchurica |
|  |                      |

|  | Ochotona alpina        |
|  |                        |
|  | Ochotona turuchanensis |
|  |                        |

|  | Ochotona hoffmani    |
|  |                      |
|  | Ochotona hyperborea  |
|  |                      |
|  | Ochotona mantchurica |
|  |                      |

|  | Ochotona rutilla   |
|  |                    |
|  | Ochotona rufencens |
|  |                    |

|  | Ochotona daurica |
|  |                  |

|  | Ochotona pusilla |
|  |                  |

|  | Ochotona alpina        |
|  |                        |
|  | Ochotona turuchanensis |
|  |                        |

|  | Ochotona hoffmani    |
|  |                      |
|  | Ochotona hyperborea  |
|  |                      |
|  | Ochotona mantchurica |
|  |                      |

|  | Ochotona alpina        |
|  |                        |
|  | Ochotona turuchanensis |
|  |                        |

|  | Ochotona hoffmani    |
|  |                      |
|  | Ochotona hyperborea  |
|  |                      |
|  | Ochotona mantchurica |
|  |                      |

|  | Ochotona alpina        |
|  |                        |
|  | Ochotona turuchanensis |
|  |                        |

|  | Ochotona hoffmani    |
|  |                      |
|  | Ochotona hyperborea  |
|  |                      |
|  | Ochotona mantchurica |
|  |                      |

|  | Ochotona alpina        |
|  |                        |
|  | Ochotona turuchanensis |
|  |                        |

|  | Ochotona hoffmani    |
|  |                      |
|  | Ochotona hyperborea  |
|  |                      |
|  | Ochotona mantchurica |
|  |                      |

|  | Ochotona pusilla |
|  |                  |

|  | Ochotona alpina        |
|  |                        |
|  | Ochotona turuchanensis |
|  |                        |

|  | Ochotona hoffmani    |
|  |                      |
|  | Ochotona hyperborea  |
|  |                      |
|  | Ochotona mantchurica |
|  |                      |

|  | Ochotona alpina        |
|  |                        |
|  | Ochotona turuchanensis |
|  |                        |

|  | Ochotona hoffmani    |
|  |                      |
|  | Ochotona hyperborea  |
|  |                      |
|  | Ochotona mantchurica |
|  |                      |

|  | Ochotona alpina        |
|  |                        |
|  | Ochotona turuchanensis |
|  |                        |

|  | Ochotona hoffmani    |
|  |                      |
|  | Ochotona hyperborea  |
|  |                      |
|  | Ochotona mantchurica |
|  |                      |

|  | Ochotona alpina        |
|  |                        |
|  | Ochotona turuchanensis |
|  |                        |

|  | Ochotona hoffmani    |
|  |                      |
|  | Ochotona hyperborea  |
|  |                      |
|  | Ochotona mantchurica |
|  |                      |

## Tryb życia

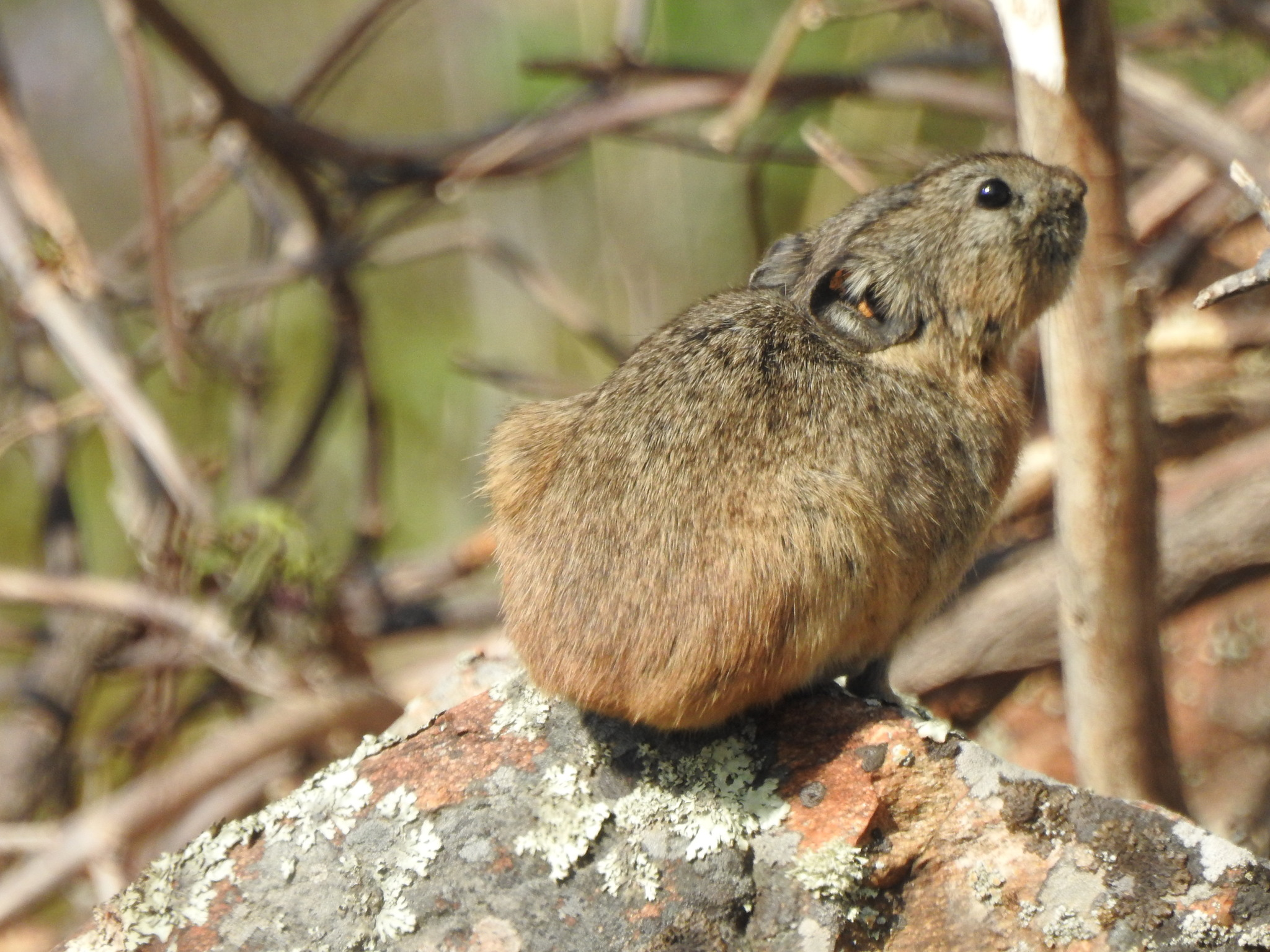
Zwierzę wiedzie dzienny tryb życia

Zwierzę wiedzie dzienny tryb życia. Niemniej unika gorąca w środku dnia. Nie lubi też okresów wiatru. Na powierzchni aktywna jest mniej niż szczekuszka północna, rzadziej też nawołuje. Zimą w ogóle rzadko pojawia się na powierzchni, korzystając raczej z korytarzy wykopanych śniegu. Będąc już na powierzchni, biega bądź skacze. Pozostawia po sobie stogi siana. Zaalarmowana wydaje siebie dźwięki. Gnieździ się pod kamieniem.
Występują terytoria zajmowane na kamienistym zboczu bądź na stercie drewna przez parę samca i samicy. Niemniej jednak zajmujące ten sam teren zwierzęta żyją samotnie, rzadko kontaktując się ze sobą.
Szczekuszka mandżurska przystępuje do przedłużania gatunku w maju. Po kopulacji samica zachodzi w ciążę i samice takie spotykano w czerwcu i lipcu. Ciężarna samica nosi od 2 do 6 zarodków. Prawdopodobnie rozmnaża się tylko raz do roku.

## Rozmieszczenie geograficzne
Zasięg gatunku obejmuje Mongolię Wewnętrzną, Heilongjiang i tereny podbite przez Federację Rosyjską.
Zwierzę bytuje na wysokości od 400 do 1300 m nad poziomem morza.
Podgatunek nominatywny zasiedla północno-wschodnią Mongolię Wewnętrzną i północny Heilongjiang w Chińskiej Republice Ludowej, dokładniej zaś spotyka się go w Wielkim Chinganie i na północy Małego Chinganu. Drugi z opisanych podgatunków występuje na obszarach zajętych przez Federację Rosyjską, północno-wschodnie Zabajkale, dokładniej u zbiegu Shilka i Argum. Najnowszy z opisanych podgatunków znowuż występuje w Chinach na południu Małego Chinganu.

## Ekologia

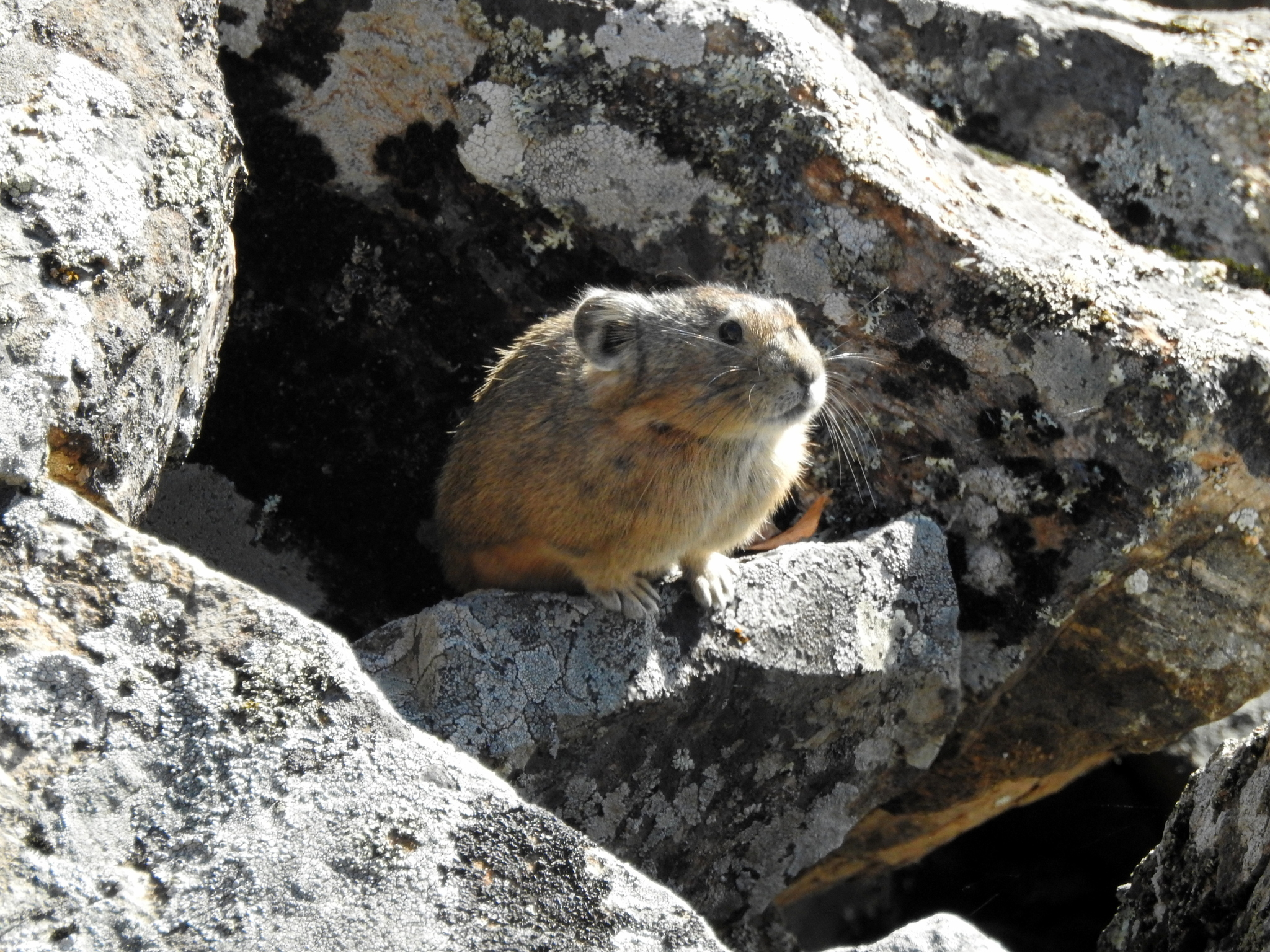
Szczekuszka mandżurska żyje wśród kamieni

Gatunek zasiedla lasy i tereny porośnięte roślinnością krzewiastą. Siedliskiem szczekuszki mandżurskiej są kamieniste stoki na wysokości pomiędzy 400 a 1300 m nad poziomem morza, porośnięte niewielką roślinnością lub bez niej. W otoczeniu może leżeć suchy step, tundra górska, las szerokolistny bądź tajga. Żyje wśród kamieni, chowając się w szczelinach i jamach. Podobnie zresztą jest w przypadku szczekuszki północnej, też zasiedlającej kamieniste zbocza, która jednak sięga wyższych wysokości, czy też szczekuszki jenisejskiej sięgającej nieznacznie niżej. Niemniej może też mieszkać na stertach drewna, w tym też przypominając szczekuszkę północną.
Zwierzę osiąga zagęszczenie podobne jak w przypadku szczekuszki północnej, która to osiąga zagęszczenie od 5 do 2,5 tysiąca zwierząt na km².
Pokarmem zwierzęcia są rośliny. Zwierzę zbiera siano w stoki, począwszy od lipca. Zazwyczaj ukrywa je pod kamieniami bądź też powalonymi pniami drzew. Jest to zachowanie typowe również dla innych szczekuszek. Chociażby szczekuszka północna potrafi uzbierać stogi ważące do 8 kg. 

## Zagrożenia i ochrona
IUCN przypisuje szczekuszce mandżurskiej status gatunku najmniejszej troski. Został on oceniony tylko jeden raz, w 2016. Organizacja ta uzasadnia taką ocenę tym, że gatunek jest pospolity na swym obszarze występowania.
Nie wiadomo, ile osobników liczy populacja. Trend liczebności gatunku nie jest znany.
IUCN nie wymienia żadnych zagrożeń dla gatunku.